# Pitarch (família de músics valencians)

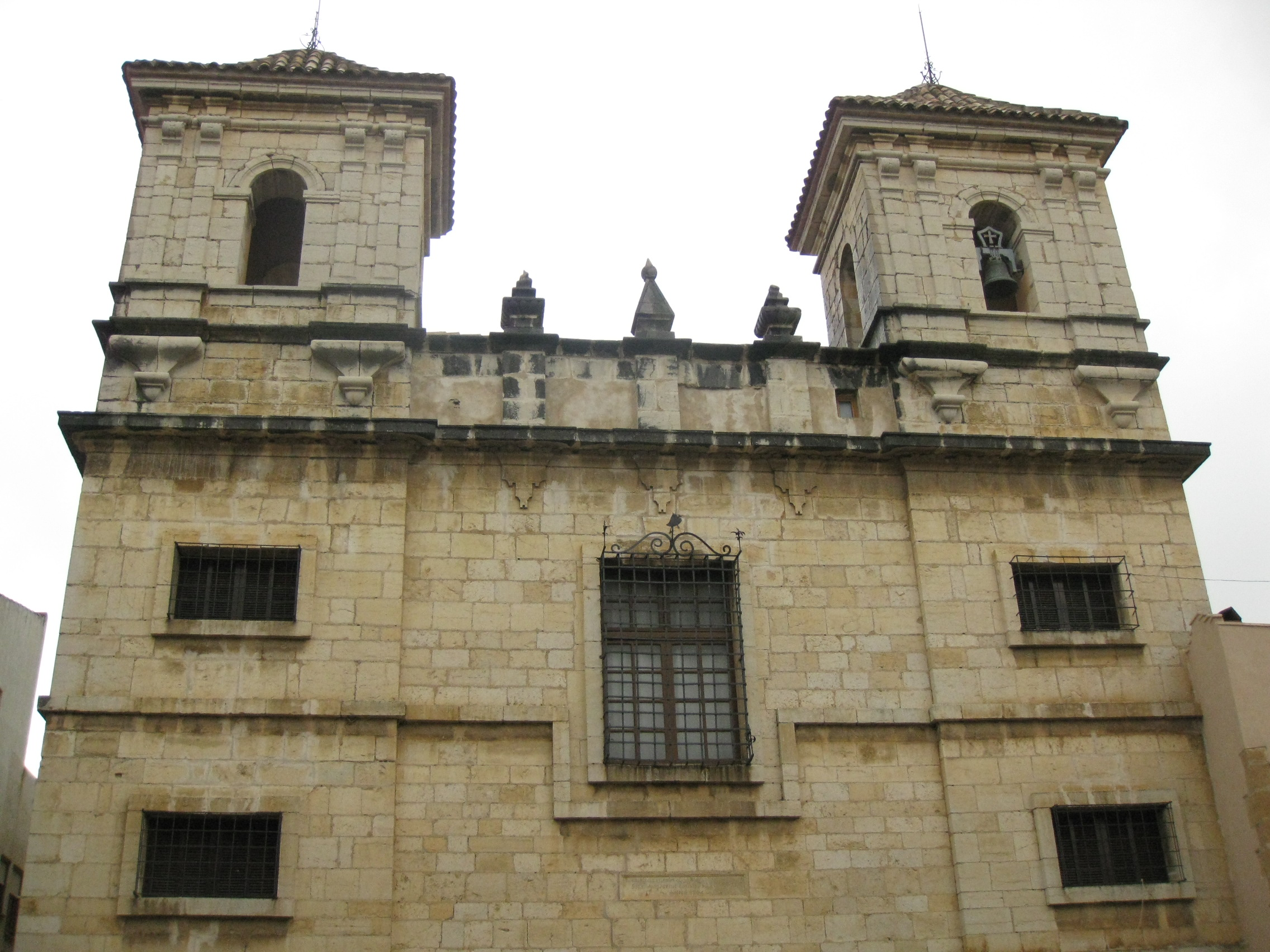
Convent de les Agustines a Sant Mateu, on Ambrosia Pitarch fou tant admirada

Pitarch (Fou una extensa família de músics de la vil·la de Sant Mateu (Baix Maestrat) de la Comunitat Valenciana).
El tronc de la família Pitarch, fou Miquel Pitarch i Fabra, fou un hisendat de Sant Mateu que visqué a cavall dels segles xviii i xix. Xocolater de professió i home de gran cultura, inculcà als seus vuit fills, tres homes i cinc dones la seva passió per la música i la seva devoció religiosa. Miquel a més d'ensenyar la música a tots els seus fills, formà a càrrec seu, una orquestra els membres de la qual instruïa de franc. De les seves cinc filles, tres foren monges i exerciren com a organistes en diferents convents valencians.
Com a conseqüència de la fecunda activitat comercial, Sant Mateu va veure igualment florir la cultura i la música i prova d'això són els acreditats tallers d'orgueneria que encara en els segles XVII i XVIII existien en la comarca del Maestrat. El més important d'aquests era l'ubicat en el convent dels Pares Dominics de Sant Mateu. Un altre taller d'orgueneria del Maestrat de certa importància fou el situat en la vil·la de Càlig. També en pobles propers a Morella, existien reconeguts tallers d'orgueneria dirigits per molts bons mestres orgueners. La profusió d'orgues en convents i esglésies de l'entorn castellonenc explica potser el fet que els germans Pitarch s'iniciessin en l'estudi de l'orgue abans d'emprendre algun d'ells, les seves carreres pianístiques.
- Ambrosia Pitarch, ingressà en el convent d'Agustines de Sant Mateu l'any 1828 i demostrà a l'orgue unes excel·lents qualitats interpretatives. Florí durant la Primera Guerra Carlina i tant els generals carlins com els liberals rendiren tribut d'admiració al seu talent artístic, portant les seves hosts a escoltar missa al seu convent, on les bandes callaven perquè toques l'orgue la monja, i costejant festes religioses, amb la condició expressa que Sor Ambrosia dirigís la part musical. La comunitat li dedicà una làpida en memòria del seu art.

- Antonio Pitarch Simó (1814-1882), era el fill gran d'en Miquel.

- Francisca Pitarch Simó, fou monja organista del convent de Sagunt des de 1829.

- Maria Lluïsa Pitarch Simó, la menor de les germanes. Professà el 1833 en el convent de Nostra Senyora de la Puritat de València, on fou nomenada organista.

- Mateu Pitarch Simó, (1826-1884), es perfeccionà amb el seu germà Antonio Pitarch Simó a Lo Puèi de Velai (França). Va ser organista a Tournus i Embèrt.

- Lluïsa Pitarch, filla de Mateu. Es dedicà al teatre. Estrenà a Torí el Ruy Blas (Marchetti), actuà a Niça i Lió, i a València es presenta amb Il trovatore, Lucrezia Borgia, Attila, Un ballo in maschera, deixant un rècord memorable. Es casà a Palerm amb un ric propietari i es retirà del teatre.

- Vicenç Pitarch Simó (1824-1910), compositor, organista i compositor.